# Miro des Chatham
Petroica traversi
Espèce
Statut de conservation UICN

 VU D1+2 : Vulnérable
Le Miro des Chatham (Petroica traversi) est une espèce d'oiseaux des Îles Chatham.

## Population et conservation
La population de l'espèce a drastiquement diminué à la fin du XIXe siècle du fait de l'homme et de l'introduction des rats et des chats.
En 1970, cette espèce ne vivait plus que sur l'île Petite Mangere.
En 1972 il ne restait plus que 18 spécimens, 9 en 1975, dans un environnement dégradé, puis 7 en 1976 et enfin 5, dont 1 seul couple reproducteur, en 1980.
Une protection a été mise en place et sa population est remontée en 1997 à 200 individus. La diversité génétique s'en trouve cependant considérablement réduite car ils descendent tous du même couple.